# إيفلين ريمر
إيفلين ريمر (بالإنجليزية: Eve Rimmer)‏ هي منافسة ألعاب القوى نيوزيلندية، ولدت في 3 أبريل 1937، وتوفيت في 23 نوفمبر 1996.

## روابط خارجية
- إيفلين ريمر على موقع Paralympic.org (الإنجليزية)
- إيفلين ريمر على موقع اللجنة البارالمبية النيوزيلندية (الإنجليزية)
- إيفلين ريمر على موقع قاعة نيوزيلندا للمشاهير الرياضية (الإنجليزية)